# Phaneroptera neglecta
Phaneroptera neglecta är en insektsart som först beskrevs av Heinrich Hugo Karny 1926.  Phaneroptera neglecta ingår i släktet Phaneroptera och familjen vårtbitare. Inga underarter finns listade i Catalogue of Life.